# Across the Badlands
Across the Badlands is een Amerikaanse western uit 1950.

## Verhaal
Steve Ransom, een ex-Texas ranger, wordt opgeroepen door Gregory Banion, manager van de Trans-Western spoorwegen, om enkele mysterieuze aanvallen op de spoorwegen te ontcijferen. Jeff Carson is de belangrijkste verdachte aangezien hij zijn job verliest eens de spoorwegen afgewerkt zijn. Steve, vermomd als de Durango Kid, gelooft Carson wanneer hij zegt dat hij de aanvallen niet heeft gepleegd. Carson en Ransom sluiten zich aan bij een groep en samen met de wapensmid van de stad, Smiley Burnette, weten ze de echte dader te vinden.

## Rolverdeling
| Acteur           | Personage       |
| ---------------- | --------------- |
| Charles Starrett | Steve Ransom    |
| Smiley Burnette  | Smiley Burnette |
| Hugh Prosser     | Jeff Carson     |
| Charles Evans    | Gregory Banion  |